# Malik Asselah
Malik Asselah (Algeri, 8 luglio 1986) è un calciatore algerino, portiere del Ludwigshafen.

## Carriera

### Club
Ha esordito nella Ligue 1 algerina con l'NA Hussein Dey, in cui ha militato dal 2006 al 2010. Nel 2010 si è trasferito al JS Kabylie. Vi milita fino al 2014. Nel 2014 si trasferisce al CR Belouizdad. Nel 2016 torna allo JS Kabylie.

### Nazionale
Ha esordito con la nazionale algerina il 7 gennaio 2017 nell'amichevole vinta per 3-1 contro la Mauritania. Viene convocato per la Coppa d'Africa 2017.